# أنوار سهيلي

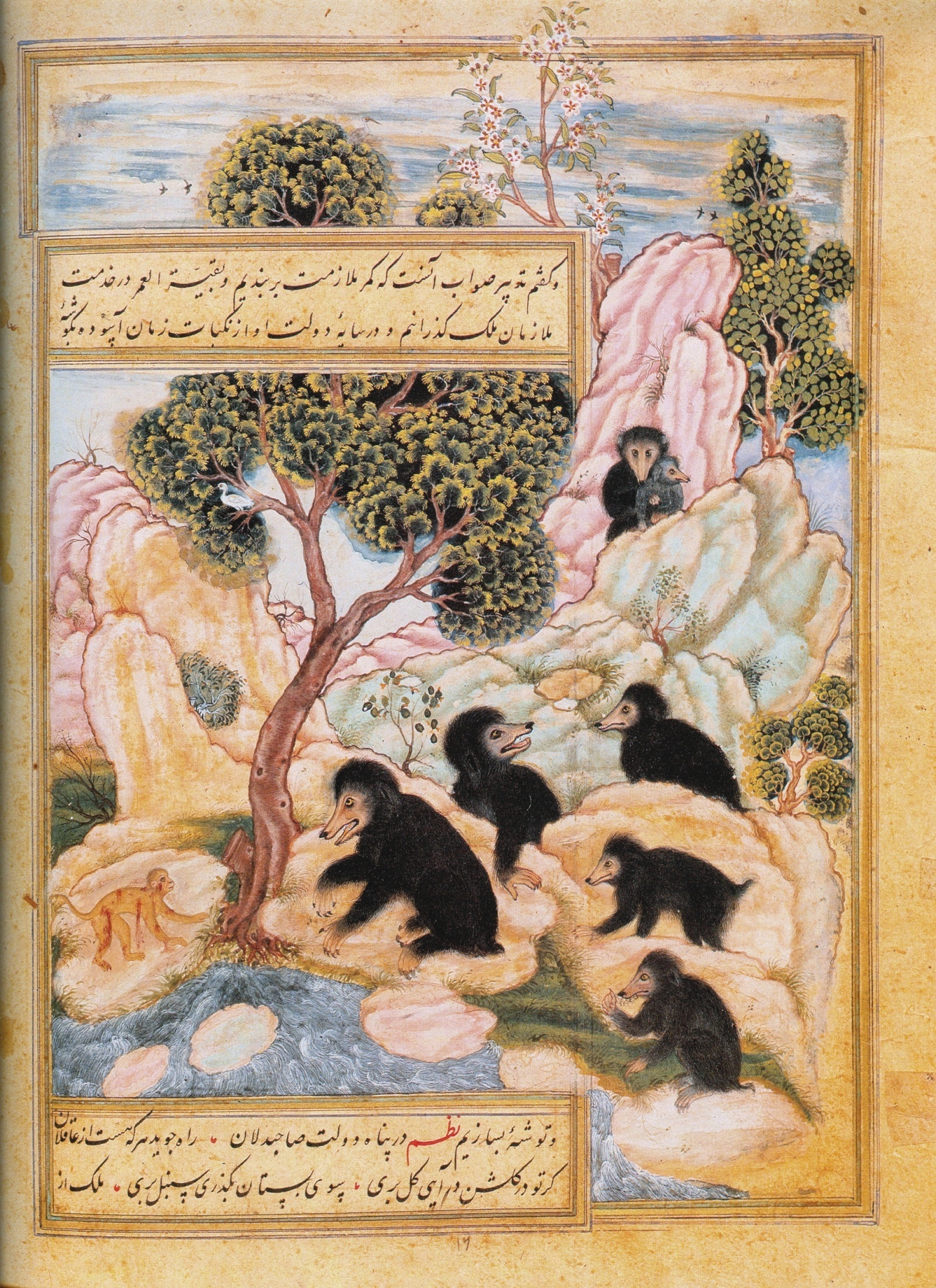
القرد المخلص الذي يغري الدببة بأخذهم إلى صحراء آري عظمة وتدميرهم بلهب سام، منمنمة من مخطوطة أنور سهيلي في مكتبة مدرسة الدراسات الشرقية والأفريقية في لندن.

أنور سهيلي هو إعادة كتابة النص الفارسي الأصلي لكليلة ودمنة بقلم حسين فايز كاشفي. أُلف هذا الكتاب، الذي يتكون من أربعة عشر فصلاً، بناءً على طلب الأمير نظام الدين الشيخ أحمد سهيلي، وأُهدي إليه. وكان الهدف من إعادة الكتابة هو تحديث لغة كليلة ودمنة.
كانت ترجمة أنور سهيلي لكتاب كليلة ودمنة إلى الفارسية هي الأشهر بين الناطقين بالفارسية في الهند، وأحد أشهر كتب النثر الفارسي في ذلك البلد.

## النثر والأسلوب

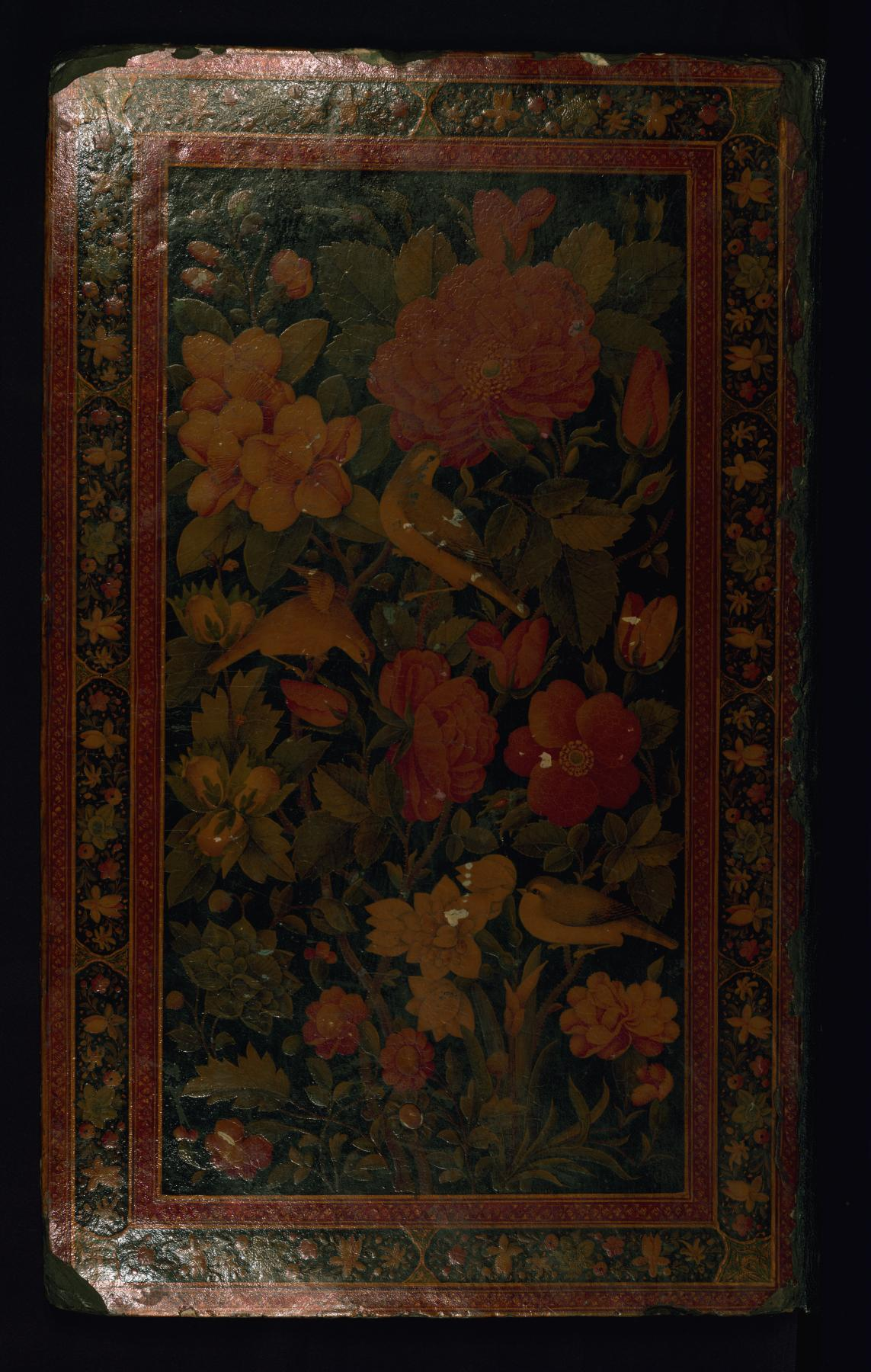
غلاف إحدى مخطوطات أنور سهيلي القديمة

هناك عدد قليل من الباحثين الذين لم يعلقوا على أنور سهيلي. لقد رآها البعض في قمة الجمال، والبعض الآخر في أعماق الابتذال. وقد انتقد معظم الباحثين الإيرانيين المعاصرين هذا الكتاب. وقد وافقهم على ذلك أيضًا المستشرقون الغربيون الأوائل. فقد انتقده إدوارد براون بشدة مع تلميحات ازدرائية: "إنه في المجمل مليء بالمبالغات المستحيلة، والكلمات الفارغة، والنعوت الطويلة عديمة الفائدة، والتشبيهات البعيدة، والمبالغات الرنانة. وهو مثال رئيس على الأسلوب غير المتطور للكتاب المتكلفين الذين ازدهروا في عهد التيموريين في خراسان وبلاد ما وراء النهر خلال القرنين التاسع والعاشر الهجريين"، فهو هنا يرى في الكتاب زُخرفًا لا طائل منه. أما آرثر أربيري فقال: "إذا كنا نعزو التحول إلى هذا الكتاب إلى الذوق المتدهور للفرس، فإننا سنكون أكثر صوابًا، لأن أسلوب كاشفي يحمل بلا شك علامة الانحطاط الجمالي". واعتبر جان ريبكا أيضًا أن ترجمة أنور سهيلي كانت بمثابة إعادة ترجمة مع "التجميع والتزيين والبلاغة التي لا معنى لها".

## المحتوى
يتكون الكتاب من أربعة عشر فصلًا:
1. في تجنب الوعود الكاذبة والوعود الكاذبة والوعود الكاذبة
2. في عقاب الأشرار وعار نهايتهم.
3. في مصلحة اتفاق الأصدقاء وفوائد مساعدتهم
4. في التعبير عن مراعاة حال الأعداء وعدم السلامة من مكائدهم.
5. عن أضرار الإهمال وفقدان المرغوب فيه
6. في كارثة العجلة ومضرة التسرع في الأمور
7. في العزم والإستراتيجية والتخلص من بلاء العدو بالمكر
8. في تجنب سادة الكراهية وعدم الثقة في مجاملاتهم
9. في فضيلة العفو التي هي من أفضل صفات الملوك وأولي الأمر
10. في التعبير عن العقاب على الأفعال من خلال المكافآت
11. حول مساوئ السعي وراء المزيد والفشل في أداء العمل
12. وفي فضيلة الصبر والوقار والهدوء والاستقرار في المُلك
13. في تجنب أقوال الغدر والخيانة من الملك
14. في تجاهل ثورة الزمن وتأسيس العمل على القدر والمصير

## قراءة إضافية
- مقالة إيرانيكا
- / دراسة مقارنة للترجمة الفرنسية لكتابي أنور سهيلي أو كليلة ودمنة كشفي وأثرها على الأدب الفرنسي / قاعدة بيانات معلومات سيفيليكا